# Ewdokia (księżna kijowska)

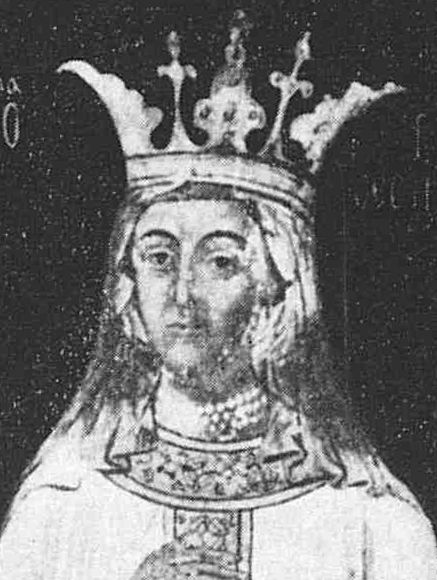
Ewdokia Kijowska

Ewdokia, Ewdokia Kijowska, ukr. Євдокія Олельківна (zm. 25 listopada 1467) – córka księcia kijowskiego, księżna Rusi Kijowskiej z urodzenia, po ślubie z księciem mołdawskim Stefanem III Wielkim również księżna Hospodarstwa Mołdawskiego. Była matką Heleny Wołoszanki, następczyni tronu Moskwy.

## Życiorys
Urodziła się w rodzie Giedyminowiczów. Była drugą córką i czwartym dzieckiem Aleksandra Olelkowicza, księcia Kijowskiego (ur. 1454) i jego żony Anastazji Moskiewskiej (ur. 1470). Była siostrą Simeona Kijowskiego i kuzynką Iwana III, wielkiego księcia moskiewskiego. Poślubiła Stefana III w 1463 roku.
Według historyka Jonathana Eaglesa, Ewdokia była najprawdopodobniej matką dwóch synów Stefana, Bogdana i Piotra. Bogdan zmarł w 1479 r., Piotr w 1480 r. Obaj synowie zostali pochowani w monastyrze Putna, założonym przez ich ojca. Kiedy Stefan złożył darowiznę na rzecz klasztoru Chilandar na Górze Athos 27 lipca 1466 r., zaznaczył, że mnisi powinni modlić się za jego krewnych, w tym za Ewdokię i ich dwoje dzieci, Aleksandra i Helenę. Według Eaglesa Aleksandr był najprawdopodobniej identyczny z pierworodnym synem Stefana i współwładcą, który zmarł w 1496 roku.
Zmarła zimą 1467 roku. Została pochowana w kościele Mirăuți (będącym siedzibą metropolity mołdawskiego) w Suczawie. Jej mąż podarował kościołowi 100 uli, winnicę i staw 15 lutego 1469 roku. Jej nagrobek został ponownie odkryty dopiero w 1996 roku.